# 基瓦屬
基瓦屬是十足目之下的一個海洋生物屬，物種全是居住於深海的熱泉或冷泉。基瓦屬是基瓦科（Kiwaidae）之下的唯一一個屬，屬於劣柱蝦總科（Chirostyloidea）。現時只有兩個物種，分別是2005年發現的基瓦多毛怪（Kiwa hirsuta）及2006年發現的雪人蟹（Kiwa puravida）。未來還可能有第三個物種，是一種於2009年在南極斯科舍板块上的東斯科舍洋脊發現的未命名物種(Kiwa n. sp.)、暫時被稱為「霍夫蟹」的生物。這一種「霍夫蟹」得名於美國演員大衛·赫索霍夫，現時根據其线粒体DNA及細胞核的rDNA分析，確認這物種在遺傳學上與基瓦多毛怪是不同的物種兩者大約在1200萬年前分開。2011年，在西南印度洋脊的海底熱泉又發現一種與在東斯科舍洋脊發現的物種非常相似的物種。

## 語源
“基瓦屬”這個名詞源於“基瓦屬”這個名詞源於波里尼西亞傳說的貝殼女神基瓦(Kiwa)，儘管毛利人崇拜的男性海神也叫作「基瓦」。

## 分類
基瓦屬的第一個物種基瓦多毛怪（Kiwa hirsuta）於2005年在复活节岛以南1500公里的太平洋海底發現之時，无论从生物形態學还是分子生物学的角度出发均无法分入任何现存的科或属中，因此暂独自构成同名的科和属，直到後來科學家在南極發現一種可歸入同科同屬的新物種雪人蟹（Kiwa puravida）。基瓦科最初被歸入铠甲虾总科，隨後發現鎧甲蝦類並非單系群，鎧甲蝦總科一分為二，再被歸入劣柱蝦總科。

## 下属物种
本属包括以下物种：
- Kiwa araonae Lee, Lee & Won, 2016[12]
- 基瓦多毛怪 Kiwa hirsuta Macpherson, Jones & Segonzac, 2005[13]
- 雪人蟹 Kiwa puravida Thurber, Jones & Schnabel, 2011[14]
- 霍夫蟹 Kiwa tyleri Thatje, Marsh, Roterman, Mavrogordato & Linse, 2015[15]

## 外部連結
- 维基共享资源上的相關多媒體資源：Kiwa